# Ken Dancy
Pour les articles homonymes, voir Dancy (homonymie).
Ken Dancy, né le 28 septembre 1958 à Chicago, est un joueur avec franco-américain de basket-ball.

## Biographie

### Sa carrière aux États-Unis (1979-1981)
Kenneth Dancy alias Ken Dancy commence son cursus universitaire à Chicago State (NAIA) lors de la saison 1979-1980. Il termine dans le deuxième meilleur cinq majeur de la division (NAIA), la même saison. Ken Dancy aura l'honneur de porter le maillot de la bannière étoilée avec une sélection des meilleurs joueurs de la NAIA lors du championnat du monde des clubs de 1979 à São Paulo au Brésil (ils seront sortis par le futur champion de la compétition, Sirio).  Il est choisi immédiatement lors de la Draft de la NBA au 6e tour par Washington, puis ira en direction des Mavericks de Dallas.

### Sa carrière en France (1981-2000)

#### Ses débuts en France (1981-1986)
Dès la saison 1981-1982, il décide de partir en France. Le Stade Français recrute ce prometteur ailier. La N1A découvre ce joueur spectaculaire. Ken Dancy reste au Stade Français jusqu'à la saison 1982-1983. Puis part pour l'Étendard de Brest (1983-1984) en Nationale 3. Pour autant, il revient dans l'élite avec le Caen BC (1984-1985). Le Stade Français récupère à nouveau Ken Dancy pour la saison 1985-1986.

#### Tours BC (1986-1988)
C'est à Tours que Kenneth Dancy brille. En effet, le club Tourangeau veut retrouver sa stature d'antan. Il s'affiche comme un leader du Tours BC en terminant meilleur marqueur Français de N1A lors de la saison 1987-1988. Durant deux saisons, Ken Dancy va rendre des services à Tours. Par ailleurs à la même époque, Ken Dancy est naturalisé Français. Il porte à deux reprises le maillot de l'équipe de France.

#### Limoges CSP (1988-1991)
Les ambitions de Ken Dancy se tournent logiquement vers le Limoges CSP. Il joue aux côtés de Michael Brooks ou encore Don Collins formant ainsi un redoutable trio offensif. A Limoges, Ken Dancy va remporter deux championnats de France (1989, 1990) et un Tournoi des As (1990). Malheureusement, Ken Dancy lors de sa dernière saison échoue avec le Limoges CSP en finale face à Pau-Orthez en 1991. Il est depuis 1982 le 6e meilleur marqueur de la N1A avec 4 798 points.

#### Montpellier Basket (1991-1997)
De 1991 à 1997, Kenneth Dancy joue pour Montpellier (ProA). Sur ce dernier passage dans l'élite, il termine 34e meilleur marqueur de la première division Française avec 8 333 points[réf. nécessaire].

#### Sa fin de carrière (1997-2000)
Kenneth effectue une saison à Maurienne (1997-1998) en Pro B puis termine définitivement sa carrière de Basketteur à l'Étoile Filante de Bastia (1998-2000). Il en est aussi l'entraîneur durant sa première saison à Bastia (1998-1999).
Encore joueur de pré-nationale en 2010-2011 à Castelnau-le-Lez à 51 ans, il est nommé directeur sportif du club de Pérols à l'été 2011 et est devenu arbitre officiant en championnat de France.